# Sidensvansar
Sidensvansar (Bombycillidae) är en familj av ordningen tättingar som omfattar det enda släktet Bombycilla med tre arter:
- Tujasidensvans (Bombycilla cedrorum)
- Amursidensvans (Bombycilla japonica)
- Sidensvans (Bombycilla garrulus)